# 3段5段
3段5段（さんだんごだん）は、プロダクションHIT所属のお笑いコンビ。

## メンバー
- そのせん（本名、園田高志（そのだ たかし）1983年7月14日（41歳） - ）
  - 立ち位置向かって左。身長177cm、体重85kg。千葉県山武郡出身。関西創価学園、創価大学教育学部卒業。
  - ワタナベコメディスクール4期生。旧芸名は園田先生[2]。
  - 趣味は、顔芸、カラオケ、飲酒、公園で黄昏る、千葉ロッテマリーンズの応援。
  - 特技は、剣道、歴史例えツッコミ、一発ギャグ。
  - 所有資格は、剣道六段、中学校社会科教員免許、高校地理歴史・公民教員免許、普通自動車一種、ワサビマイスター。
  - ピン芸人としても活動しており、第39回ABCお笑いグランプリにてピンで最終予選に進出した。
  - 既婚者である｡[3]

- よしき（本名、小川喜樹（おがわ よしき）1995年8月4日（29歳） - ）
  - 立ち位置向かって右。身長184cm、体重78kg。千葉県出身。日本大学生産工学部卒業。
  - 趣味は、コーヒーを煎れる事、大乱闘スマッシュブラザーズ。
  - 特技は、剣道、大乱闘スマッシュブラザーズ。
  - 所有資格は、剣道三段。
  - 「ボンゴレピーナッツ」というコンビを兼務しながら活動していたが、2021年9月1日に解散を発表。[4]

## 来歴・概説
地元で剣道を教えながら4〜5年ほどピン芸人として活動していたそのせんが、日本大学のお笑いサークルに所属していたよしきに声をかける形で結成。両者の特技でもある剣道をメインのネタとして披露していく一方で、剣道とエンターテイメントを融合した新しいコンテンツを作成することを目標に「剣道YouTuber」として活動の場を広げている。
渡辺正行や深沢邦之とともに芸能人剣道チーム「チーム渡辺」を結成して社会人剣道大会に参加している。